# Uher
La Uher Werke München, fondata da Edmond Uher, fu un'azienda tedesca specializzata in elettronica in ambito elettroacustico, costruttrice di registratori a nastro e componenti hi-fi. Fu attiva principalmente dagli anni'50 agli anni'80 del XX secolo.

## Storia
Il tedesco di origine ungherese Edmond Uher, inventore, fondò nel 1934 la Uher & Co. a Monaco di Baviera, produttrice di articoli di precisione e fornitrice tra gli altri della Bayerische Motoren Werke e Messerschmitt AG. Fondò anche la Süddeutschen Mechanischen Werkstätten GmbH (SMW), che fu l'antesignana della società produttrice di apparecchi elettronici nata nel 1949 e che vide Wolf Freiherr von Hornstein al suo vertice. Durante la seconda guerra mondiale aprì altre due sedi a Vienna e Budapest. Dopo la guerra rifondò le società a Monaco e Vienna. A Monaco si stabilì da Starnberg in Boschetsrieder Straße 59, Obersendling.

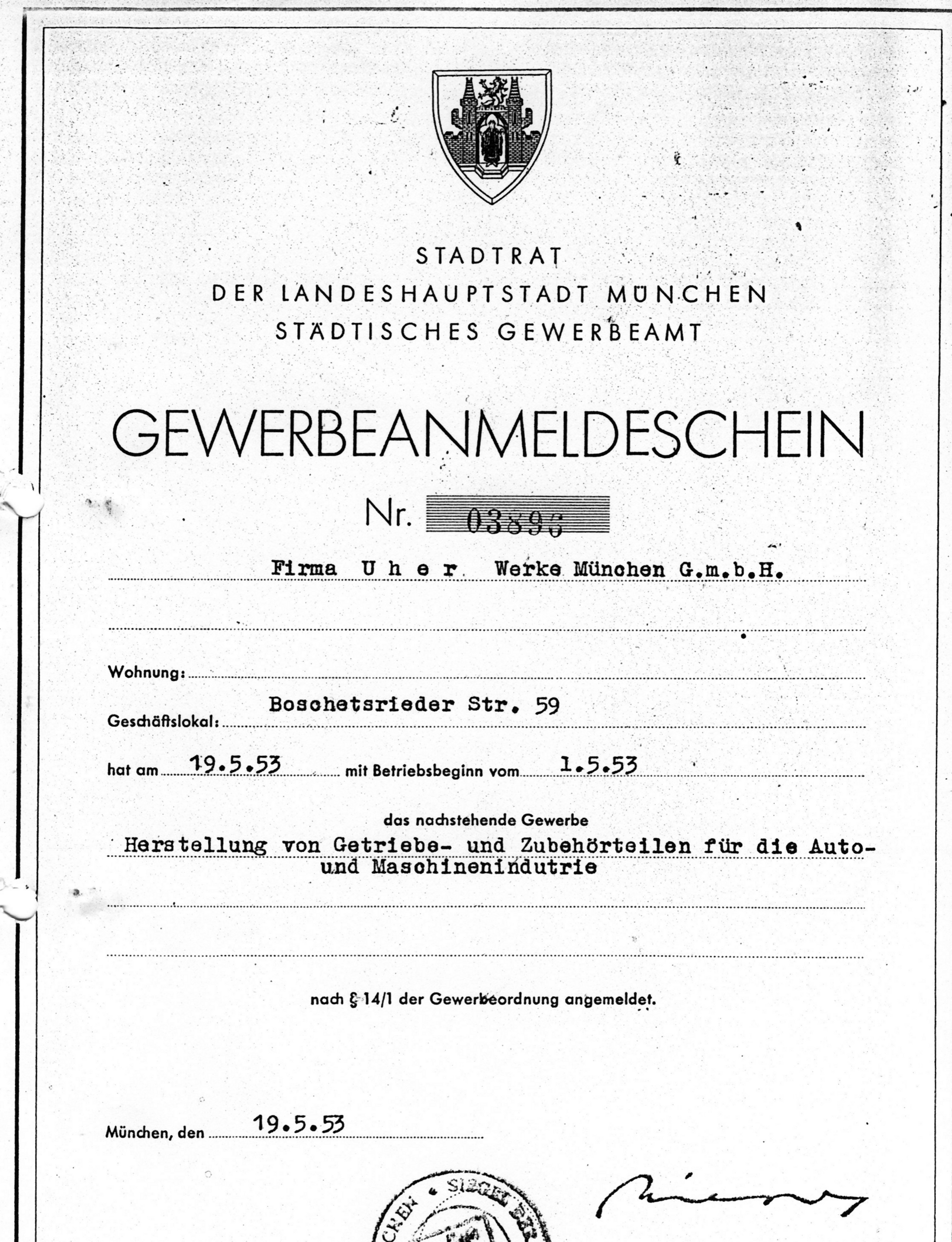
Certificato di Monaco del 1953 con sede a Sendling, Boschetsriederstr. 59

La Uher Werke München GmbH venne nel 1953 fondata con un capitale di 600.000 DM sotto la casa madre Uher & Co.. I soci furono  Karl Theodor zu Toerring-Jettenbach, e Uher & Co. (Edmond Uher), e la moglie di Uher, Fiametta con 1.000 DM. LA direzione fu affidata a Wolfgang Freiherr von Hornstein (genero di Edmond Uher e fondatore della Süddeutschen Mechanischen Werkstätten (SMW)) e infine come rappresentante legale Hans Ziegler. Edmond Uher ritornò a Vienna.
Il primo registratore a nastro fu il modello Uher 95, del 1953; nel 1954 iniziò la produzione serie.
Il 2 dicembre 1957 nacque la società Uher-Werke München KG.
Nel 1973 il gruppo Uher contava 1.800 persone, e fatturava 110 milioni di DM.; nel 1974 venne venduta la Uher Werke München KG alla Wolfgang Assmann GmbH in Bad Homburg vor der Höhe.
La Harman International Industries presentò una serie di componenti HiFi a marchio Uher.
Nel 1996 la Wolfgang Assmann GmbH divise la società in Uher GmbH e ATIS Systems GmbH, Uher Electronic GmbH e Uher Informatik GmbH. La divisione di elettroacustica venne venduta nel 2013.

## Prodotti

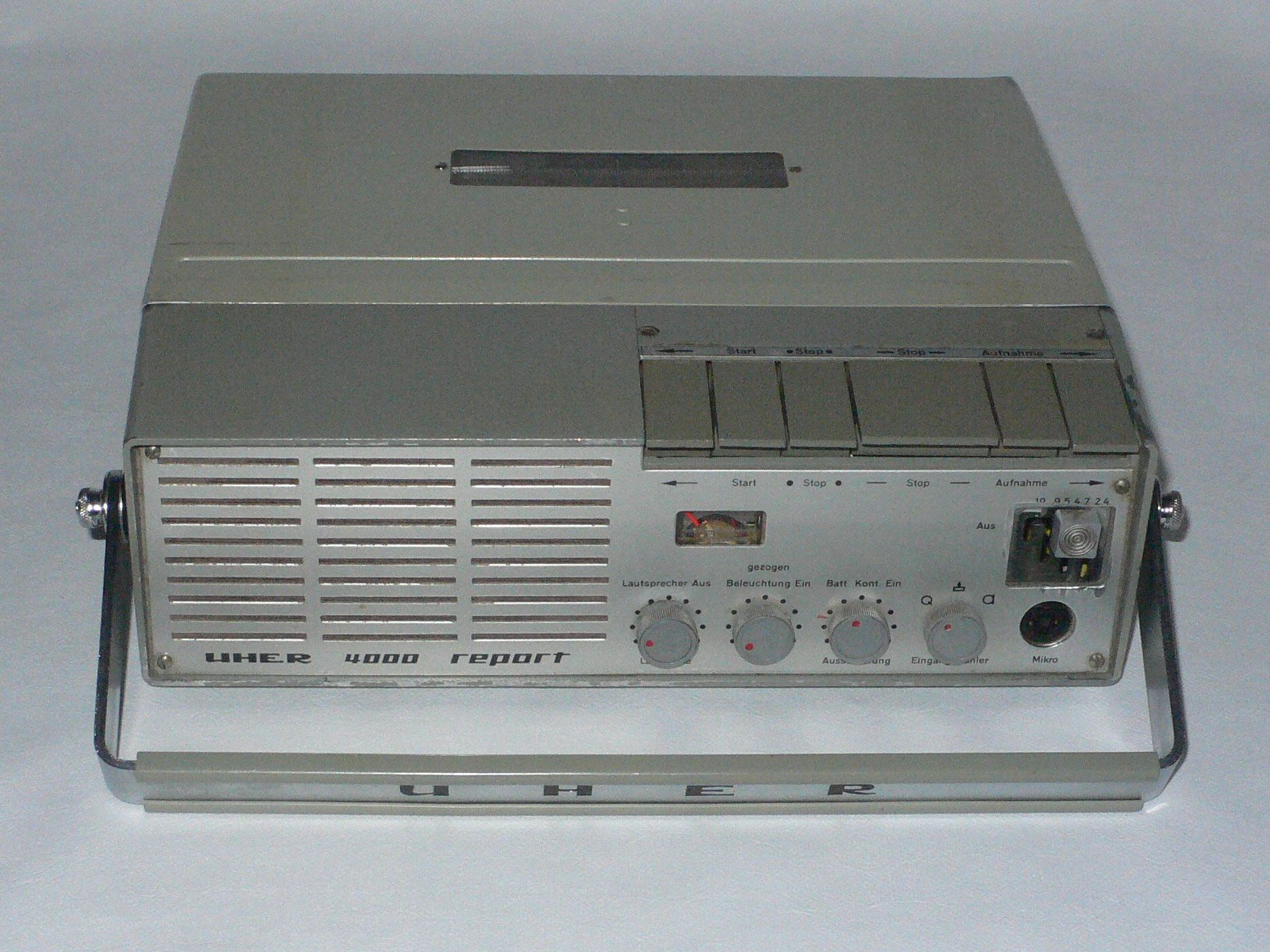
Uher 4000 Report (1961–1962)
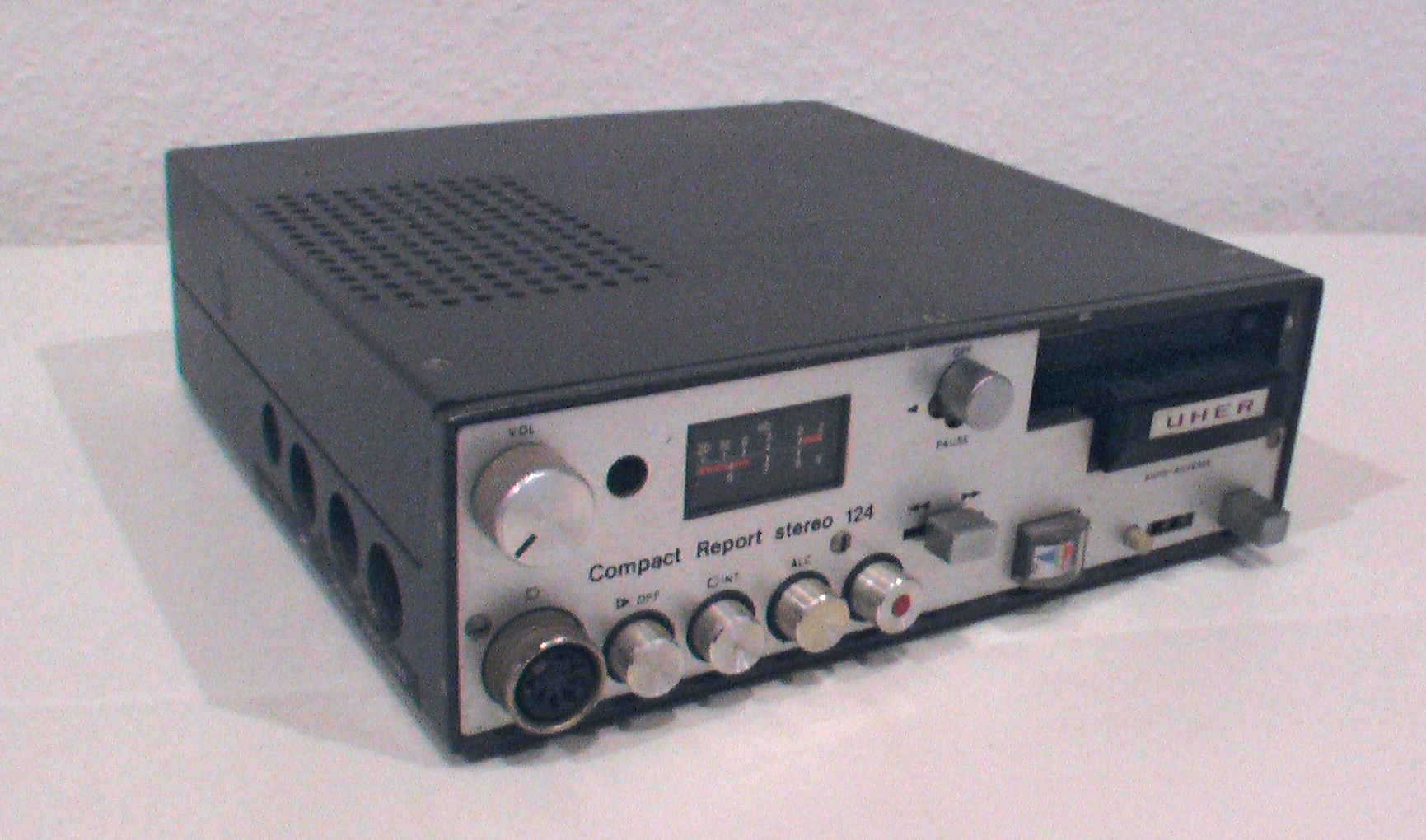
Uher Compact Report Stereo 124 (1971–1973)
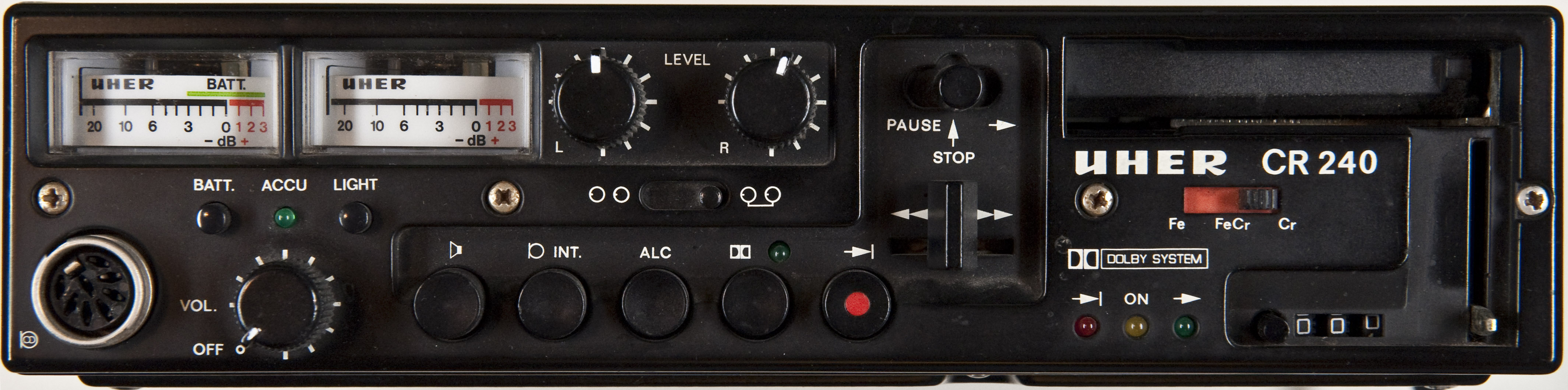
Uher CR 240 con Dolby B, 1977
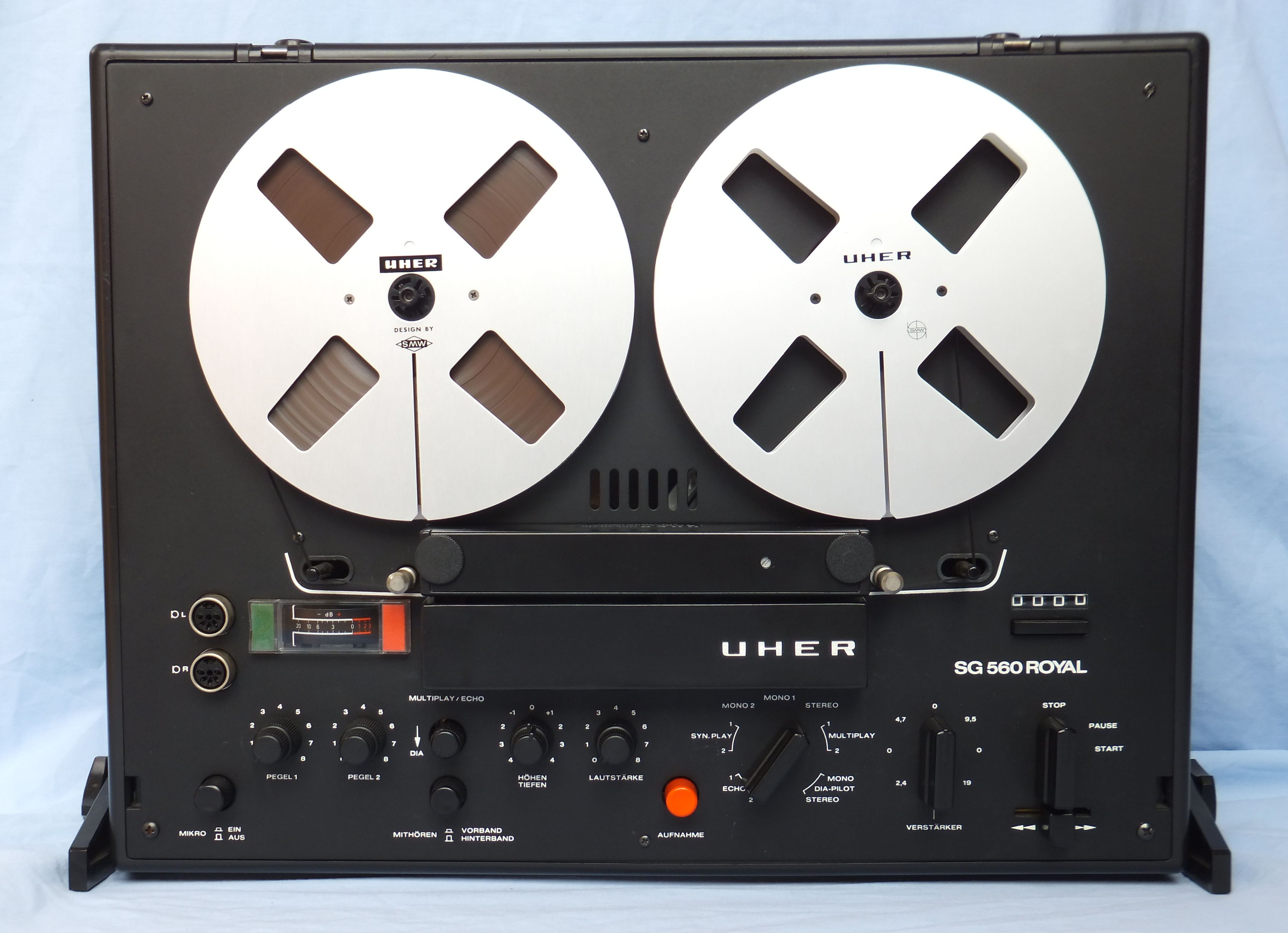
Uher SG 560 Royal (1974–1975)
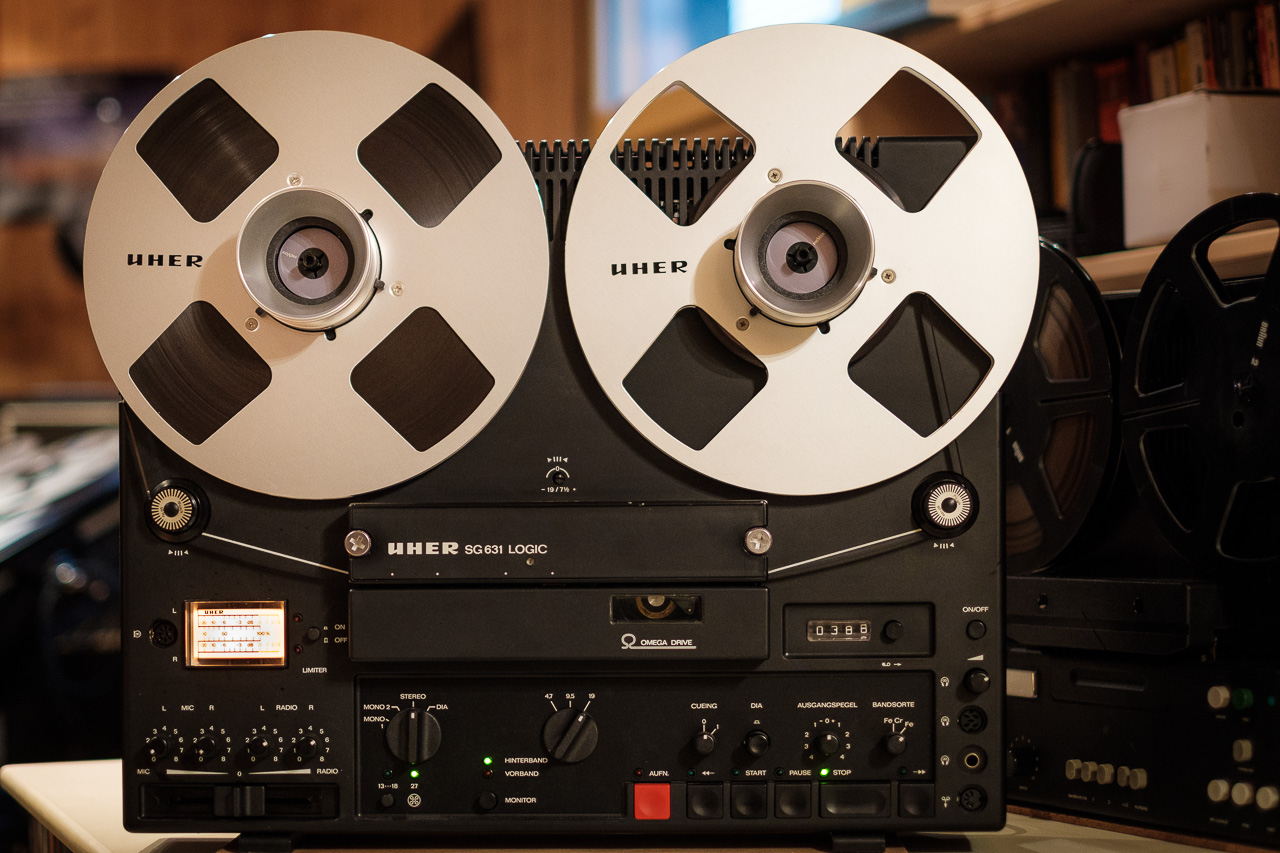
Uher SG 631 Logic (1977–1981)
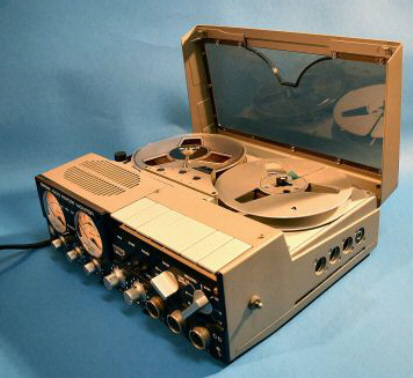
Uher 4400 Report Monitor (dal 1979)